# Potamopyrgus antipodarum
Potamopyrgus antipodarum — вид черевоногих молюсків родини Tateidae.

## Поширення

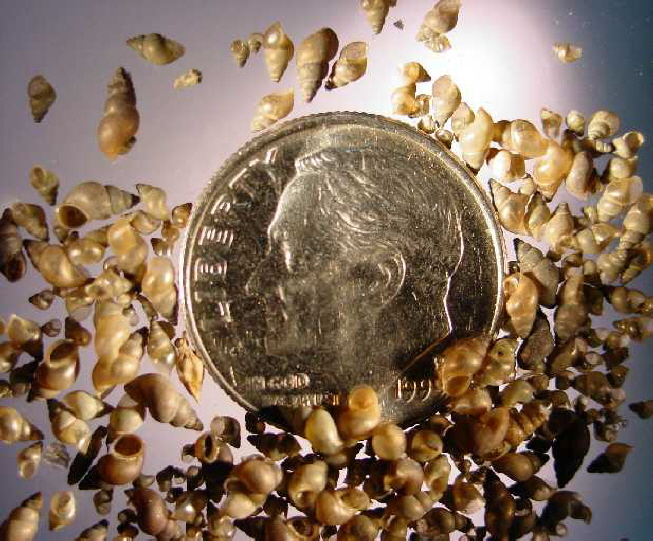
Порівняння розмірів равлика з монетою діаметром 18 мм.

Природно вид був ендеміком Нової Зеландії. Він поширений у прісноводних річках та озерах Нової Зеландії та кількох дрібних островів. Проте починаючи з середини XIX століття молюск поширився у багатьох регіонах світу: Австралії (з 1872 року), Європі (вперше зареєстрований у 1837 році в Ірландії), США (з 1987), Канаді (з 2007), Японії (з 2008). В Україні інвазивний вид зареєстрований вперше у 1951 році у солонуватих водах акваторії Чорного моря, а у прісний водоймах басейну Дніпра знайдений у 2008 році.

## Опис
Potamopyrgus antipodarum має раковину конічної подовженої форми. Вся площа раковини з великими борознами. Її вершина загострена, з тоненькою кришкою. Раковина забарвлена в жовтий колір. Голова сірого кольору, витягнута. Антени равлика тонкі і мають забарвлення, що варіюється від кавового до червонуватого кольору. При уважному розгляді на тілі равлики можна побачити світлі цятки. В акваріумних умовах розмір равлика сягає 4-7 мм завдовжки і до 3 мм завширшки.

## Спосіб життя
Мешкає у прісноводних екосистемах, в солонуватих водах і навіть солоній воді. Живе в струмках, річках, озерах, водосховищах, каналах, прибережних озерах, мілководних озерах, лиманах і відкритих морях. Переносить солоність від 0 до 15 ‰ і температуру від 0 до 34 ° С. Віддає перевагу прибережній зоні озер і повільних річок, любить місця, покриті мулом, або з макрофітами, терпимий до високої швидкості потоку, якщо є можливість заритися в ґрунт - мул або пісок.

## Розмноження
Статевозрілими стають у віці 2-3 місяці. В цей час їх розмір досягає приблизно 3 мм. Ці равлики - живородні, вся ікра розвивається в утробі равлика і залишають її на сто відсотків сформовані молюски завдовжки близько 0,5-1,5 мм. Залежно від умов, равлик здатний дати потомство в кількості 80-200 шт. народжуючи по 2-3 маленьких равликів в день.
Тривалість життя в акваріумних умовах становить близько 1-2 років.